# Ліпіче (гміна Ґощанув)
Ліпіче (пол. Lipicze) — село в Польщі, у гміні Ґощанув Серадзького повіту Лодзинського воєводства.
Населення — 204 особи (2011).
У 1975-1998 роках село належало до Серадзького воєводства.

## Демографія
Демографічна структура станом на 31 березня 2011 року:
|          | Загалом | Допрацездатний вік | Працездатний вік | Постпрацездатний вік |
| -------- | ------- | ------------------ | ---------------- | -------------------- |
| Чоловіки | 118     | 35                 | 69               | 14                   |
| Жінки    | 86      | 15                 | 48               | 23                   |
| Разом    | 204     | 50                 | 117              | 37                   |